# Должниково (Москва)
Должниково — исторический район Москвы и бывшее сельцо на западе поселения Сосенского Новомосковского административного округа. Сейчас на месте сельца находится заброшенный КП «Лесная Симфония».

## География
Располагается на месте недостроенного КП «Лесная Симфония», на левом берегу реки Сосенки.

## История
В XIV—XVI веках к западу от будущего сельца Должникова существовало селище Зимёнки-2. В XV—XVI веках к северу от селища Зимёнки-2 существовало селище Зимёнки-1.
В 1675 году Должниково является деревней и вотчиной стольника Максима Загряжского, в 1687 году за сыном его Василием, а во время генерального межевания — за его внуком Петром Загряжским, уже с господской усадьбой и 15 душами крестьян.
В 1852 году Должниково куплено на аукционе владельцем соседнего сельца Никольского. Вскоре деревня была упразднена и переселана частично в Никольское, частично — в Марьинские выселки.
В 1920-х годах — хутор Должонки, входил в состав совхоза «Николо-Хованское», позже вошедшего в состав совхоза «Коммунарка».
В 1952 году хутор Должонки на картах не значится, на его месте обозначены строения и пасека, а в 1968 году на месте бывшего сельца отмечен пруд, которого, однако, уже нет на спутниковом снимке 1972 года.
К северо-западу от бывшего хутора к 2001 году возникает СНТ «Газовик».
В 2019 году к северу от бывшего хутора открываются станции метро «Филатов Луг» и «Прокшино».